# Бивио Кашинаре (Фермо)
Бивио Кашинаре (итал. Bivio Cascinare) насеље је у Италији у округу Фермо, региону Марке.
Према процени из 2011. у насељу је живело 754 становника. Насеље се налази на надморској висини од 10 м.